# Palauiska
Palauiska (även Palau eller Belau) är jämte engelskan officiellt språk på Palau och talas av omkring 15 000 människor där. Det är ett malajo-polynesiskt språk. Språket är ovanligt i den mikronesiska ö-världen, eftersom det inte tillhör de mikronesiska eller polynesiska språken. Det enda andra malajiska språk som talas i området är chamorro (på bland annat Guam).
Språket skrivs med det latinska alfabetet, i en ortografi fastställd på 1970-talet. Uttalet kännetecknas bland annat av en relativt stor mängd diftonger (ett tjugotal).
Förutom i Palau finns ett mindre antal talare i Guam och USA.